# 高月敏文
高月 敏文（たかつき としふみ、1952年11月2日 - ）は、山口県出身の元プロ野球選手（内野手）。左投左打。現在は広島東洋カープ球団職員。

## 来歴・人物
宇部商業高校では2年生の時、一塁手、五番打者として1969年夏の甲子園に出場。1回戦で取手一高に敗退。1年上のチームメートに有田修三がいた。翌年夏の甲子園県予選では準々決勝で多々良学園に敗れる。
高校卒業後は、社会人野球の東洋紡岩国に進む。1975年の都市対抗では協和発酵に補強され出場、大昭和製紙との1回戦で本塁打を放つ。東洋紡岩国のチームメートに渡辺純志がいた。同年のプロ野球ドラフト会議にて広島東洋カープから6位指名を受け入団。
1976年ウエスタンリーグ打点王を獲得。守備に難があり一軍では定位置獲得には至らず、左の代打要員に終わる。1981年限りで現役引退。
1年目の1976年10月16日、読売ジャイアンツの優勝決定試合で小林繁に三塁ファウルフライに打ち取られ、最後の打者となった。
引退後は球団職員となる。2015年度プロ野球アワードにて、長年にわたり由宇練習場長としてファームの運営に貢献してきた点を評価され、功労賞を受賞する。

## 詳細情報

### 年度別打撃成績
| 年 度    | 球 団    | 試 合 | 打 席 | 打 数 | 得 点 | 安 打 | 二 塁 打 | 三 塁 打 | 本 塁 打 | 塁 打 | 打 点 | 盗 塁 | 盗 塁 死 | 犠 打 | 犠 飛 | 四 球 | 敬 遠 | 死 球 | 三 振 | 併 殺 打 | 打 率 | 出 塁 率 | 長 打 率 | O P S |
| -------- | -------- | ----- | ----- | ----- | ----- | ----- | -------- | -------- | -------- | ----- | ----- | ----- | -------- | ----- | ----- | ----- | ----- | ----- | ----- | -------- | ----- | -------- | -------- | ----- |
| 1976     | 広島     | 6     | 11    | 11    | 1     | 4     | 2        | 0        | 1        | 9     | 2     | 0     | 0        | 0     | 0     | 0     | 0     | 0     | 4     | 0        | .364  | .364     | .818     | 1.182 |
| 1977     | 広島     | 10    | 8     | 8     | 1     | 1     | 0        | 0        | 1        | 4     | 2     | 0     | 0        | 0     | 0     | 0     | 0     | 0     | 4     | 1        | .125  | .125     | .500     | .625  |
| 1978     | 広島     | 11    | 11    | 11    | 0     | 2     | 0        | 0        | 0        | 2     | 0     | 0     | 0        | 0     | 0     | 0     | 0     | 0     | 1     | 0        | .182  | .182     | .182     | .364  |
| 1980     | 広島     | 13    | 13    | 13    | 0     | 2     | 1        | 0        | 0        | 3     | 1     | 0     | 0        | 0     | 0     | 0     | 0     | 0     | 4     | 1        | .154  | .154     | .231     | .385  |
| 通算:4年 | 通算:4年 | 40    | 43    | 43    | 2     | 9     | 3        | 0        | 2        | 18    | 5     | 0     | 0        | 0     | 0     | 0     | 0     | 0     | 13    | 2        | .209  | .209     | .419     | .628  |

### 記録
- 初出場：1976年6月17日、対読売ジャイアンツ14回戦（広島市民球場）、7回裏に高橋里志の代打として出場
- 初打席：同上、7回裏に小林繁の前に三振
- 初安打：1976年10月21日、対ヤクルトスワローズ26回戦（広島市民球場）、8回裏に三輪悟の代打として出場、渡辺孝博から二塁打
- 初先発出場：1976年10月22日、対大洋ホエールズ25回戦（川崎球場）、6番・一塁手として先発出場
- 初本塁打・初打点：同上、6回表に根本隆から2ラン

### 背番号
- 50 （1976年 - 1981年）